# Сквер Пам'яті (Луганськ)
Сквер Пам’яті (колишній сквер Дружби народів СРСР) — парк у центрі Луганська на місці колишнього Гусинівського цвинтаря.

## Гусинівський цвинтар

Церква святих Гурія, Самона й Авіва

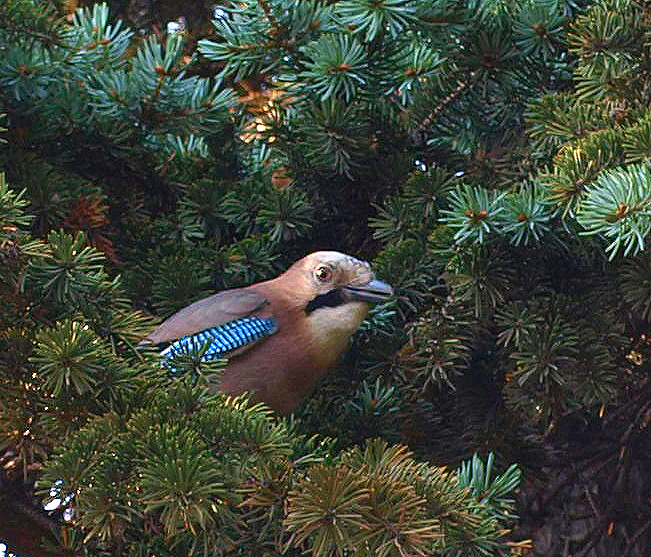
Сойка у сквері

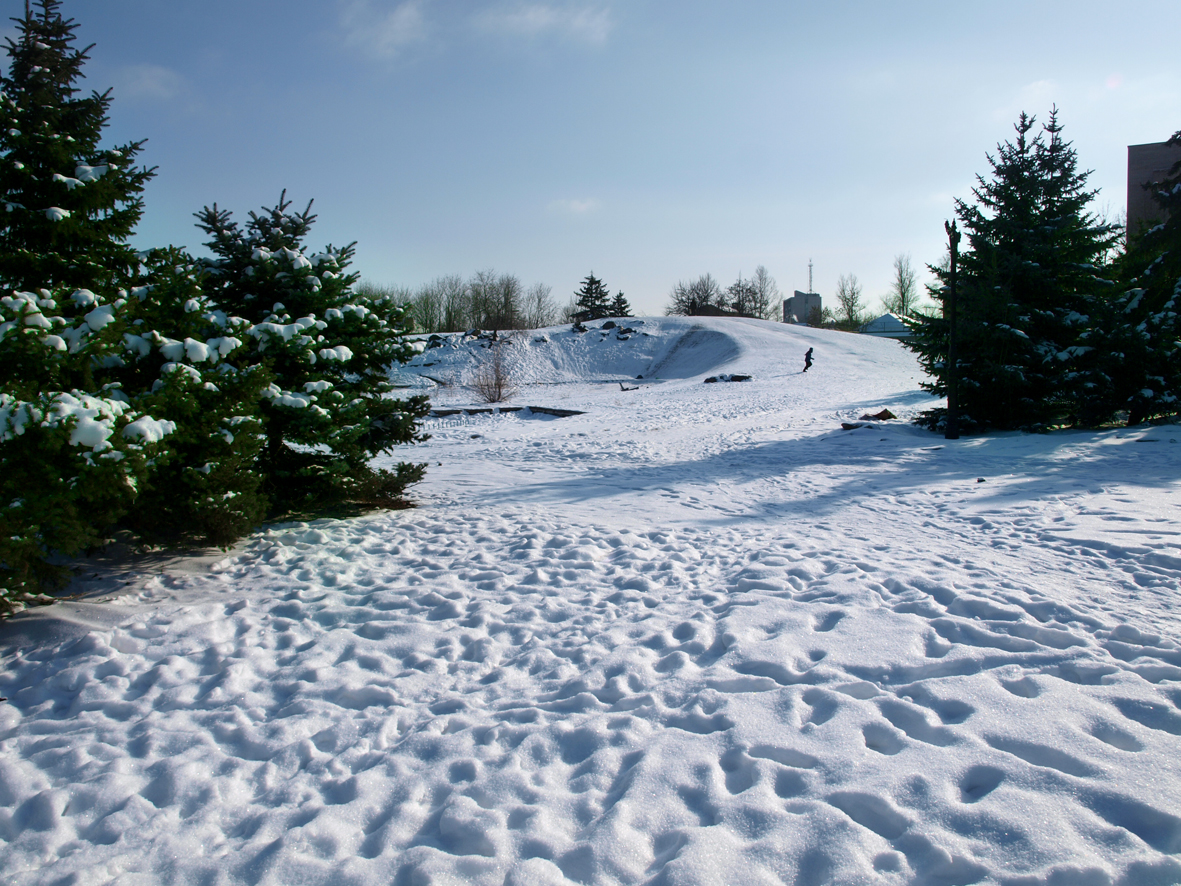
Сквер узимку

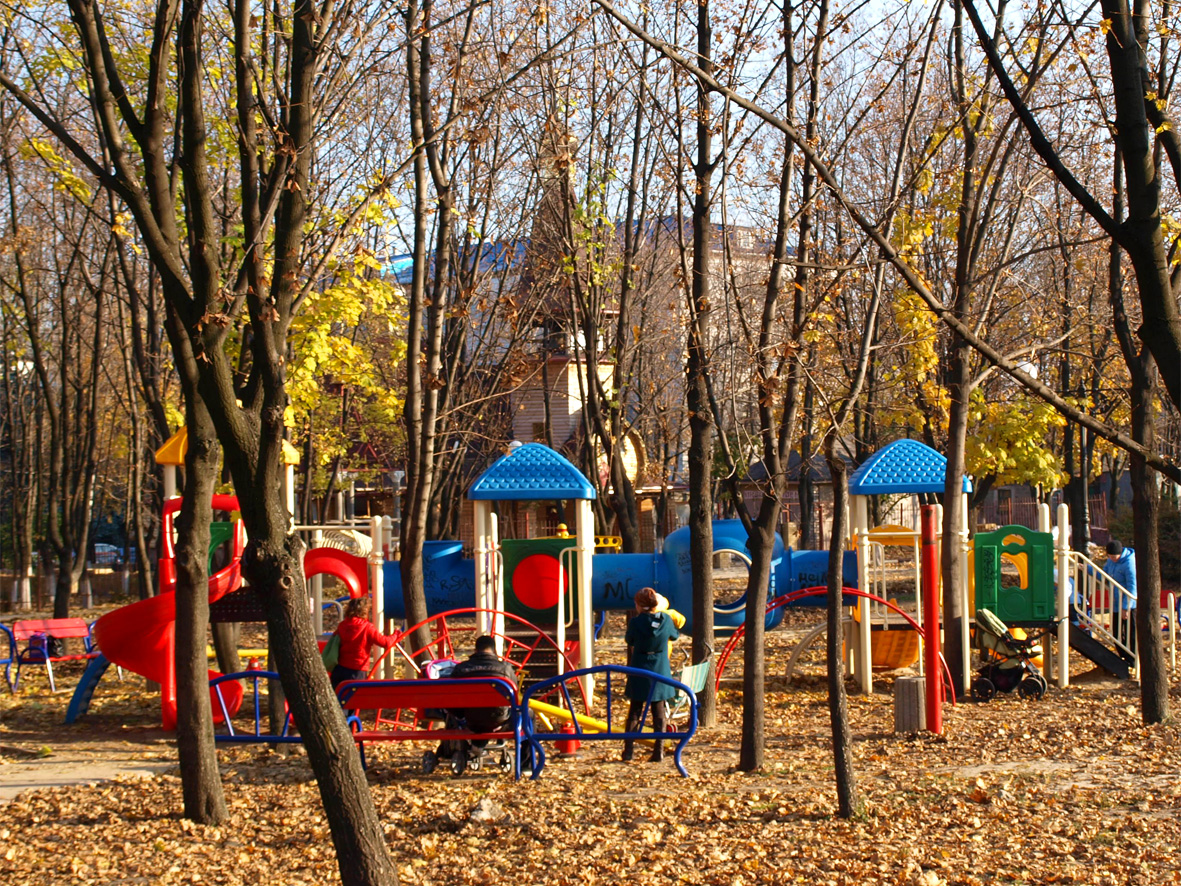
Дитячий майданчик

Гусинівка — історичний мікрорайон Луганська. До революції її мешканцями були робітники заводу Гартмана. Найвідомішим жителем цього району був Клим Ворошилов, ім’я якого місто носило у 1935-1958 і 1970-1990 роках. Частину населення становили також ремісники-євреї.
Гусинівський цвинтар, що знаходився на вул. 5-та Донецька (згодом Алпатова, а потім Совєтська), був відкритий у 1890-х роках. Але в архівах згадка про перші поховання датуються 1910 роком. 
На кладовищі окрім городян були поховані вояки німецько-австрійського війська, солдати Радянської Армії. Серед відомих людей тут покоїться перший міський голова Микола Холодилін. У 1933 році знайшов останній притулок архієпископ Української соборно-єпископської церкви Августин Вербицький.
7 лютого (за іншими даними 1 березня) 1956 року згідно з санітарними нормами кладовище закрили і виділили землю під новий цвинтар біля луганського автовокзалу. На момент закриття тут нараховувалось близько 15 тисяч могил. Задум розпланувати на цьому місті сквер подібний до скверу 30-річчя ВЛКСМ не був утілений у життя. Натомість його огородили мергельним і частково бетонним парканом.
У 1960-х роках кладовище мало лиху славу. З ним пов’язана резонансна справа рецидивіста, який на його території зґвалтував жінку. Усього ним було вчинено близько 50 злочинів на сексуальному ґрунті. За вироком суду злочинець був засуджений до розстрілу. 
У 1971 році кладовище було оглянуте комісією, яка дійшла висновку про можливість використання цвинтаря під парк. У наступні роки провели рекультивацію цвинтаря, луганчани змогли перепоховати своїх родичів.

## Замордовані «вороги народів»
За підрахунками місцевих дослідників у другій половині 1930-х років на цвинтарях Луганська і Сучій балці було похоронено від трьох до п’яти тисяч політв’язнів. Частину цих людей розстрілювали у Будинку Васньова, який на той час займав НКВС. 
У 1989 році Луганське відділення історико-просвітницького товариства «Меморіал» досліджувало масові поховання репресованих. За їх свідченням, серед загиблих виявляли замордованих матерів з немовлятами. В пам’ять про загиблих був встановлений хрест, однак влада розпорядилась його демонтувати.
Водночас є твердження про те, що ворогів народу не могли ховати на міському цвинтарі. Основне місце їхнього поховання знаходиться у Сучій балці.

## Сквер імені Дружби народів СРСР
У грудні 1972 року було ухвалене рішення про розпланування скверу імені Дружби народів СРСР, який був заснований у 1982 році з нагоди 60-річчя утворення СРСР.
Сквер мав символізувати Радянський Союз. Каштани уособлювали Україну, берези — Росію, ялина — Далекий Схід, штучний пагорб — Кавказькі гори, фонтан із морською галькою — Чорне море. 
Усього було висаджено 1346 дендрологічних рослин.
Пік популярності парка припав на 1980-ті роки. У наступне десятиліття був занедбаний. 

## Церква святих Гурія, Самона й Авіва
Парафія була зареєстрована у квітні 1995 року. Дерев’яну церкву споруджено у сквері на пожертви вірян. Перше богослужіння відбулось на Великдень 27 квітня 1998 року. У храмі знаходиться шанована віруючими ікона Святогірської Божої Матері, на честь якої освячений пристол північного приділу церкви.

## Чутки про торговельно-розважальний комплекс
У 2006-2009 роках містом ширились чутки, що на місці колишнього цвинтаря збираються звести торговельно-розважальний комплекс. Низка громадських організацій («Просвіта», об’єднання українських і донських козаків) разом з онучкою першого мера Марією Царевською виступили з протестом проти такого рішення. Ними був установлений хрест на місці могили першого міського голови Миколи Холодиліна (1843-1925), знакової для міста фігури. Цією акцією протестувальники намагались привернути увагу громадськості і зашкодити місцевій владі осквернити колишній цвинтар.

## Сквер Пам’яті
У 2009 році на день міста сквер був частково оновлений. На вході з’явився фонтан. У його центрі залишене місце для майбутнього пам’ятника янголові-охоронцю. Змонтоване нове освітлення, установлені нові лавочки, вимощені доріжки, розплановані клумби, функціонує новий сучасний дитячий майданчик.

## віртуальний тур
Для Скверу пам'яті створено віртуальний тур. Зйомку зроблено у пізньоосінній час із 5 точок, центральною з яких є площадка над фонтаном.

## Пам’ятники
| Пам’ятник | Зображення | Пам’ятник | Зображення |
| --- | ---------- | --- | ---------- |
| На Гусинівському цвинтарі поховані 554 солдати, які померли в луганському шпиталі у 1941-1945 роках. Нагадує про ті події пам’ятник з переліком імен загиблих. |            | Пам’ятник жертвам Голодомору. Відкрито в листопаді 2008 року. Надпис на пам'ятнику: «Покойтеся з миром голодом зморені»             |            |
| Пам’ятник загиблим воїнам-афганцям |            | Хрест на місці могили першого міського голови Миколи Холодиліна (1843-1925) та членів його родини. Установлений 14 жовтня 2009 року |            |